# Vermissen
Vermissen ist ein Lied der deutschen Rapperin Juju in Zusammenarbeit mit dem Sänger Henning May. Es ist die fünfte Singleauskopplung aus Jujus erstem Studioalbum Bling Bling.

## Hintergrund
Das Lied entstand in Kooperation der Rapperin Juju (bürgerlich Judith Wessendorf) mit Henning May (bürgerlich Henning Gemke), dem Frontmann und Sänger der deutschen Rockband AnnenMayKantereit. Juju, Mitglied des aufgelösten Hip-Hop-Duos SXTN, schrieb es laut eigener Aussage nach der Trennung von ihrem Freund, den sie „vermisst“ habe, und nahm es anschließend auf. Der letztendliche Text stammt von Juju (Judith Wessendorf) und Henning May (Henning Gemke). Die Komposition stammt von Claus Capek, Guy Gross und Jan Krouzilek (Krutsch). Letzterer war auch für die Produktion verantwortlich. Das Lied wurde am 3. Mai 2019 unter dem Musiklabel Jinx Music als fünfte Singleauskopplung aus Jujus erstem Studioalbum Bling Bling veröffentlicht. Das Cover der Single zeigt neben dem Liedtitel sowie den Künstlernamen der beiden Interpreten auch diese selbst in Form eines Doppelporträts. An demselben Tag wie die Single erschien auch ein zugehöriges Musikvideo auf YouTube. Regie führte Arabella Bartsch.

## Inhalt
Der Liedtext von Vermissen ist durchgehend in deutscher Sprache verfasst. Das Lied bewegt sich musikalisch im Bereich des Deutschraps. Es dauert insgesamt zwei Minuten und 41 Sekunden.
Das Lied behandelt Gedanken und Gefühle über beziehungsweise zu einer anderen Person, einem Beziehungspartner, vorrangig das Gefühl des Vermissens dieser Person. Die erste Strophe wird von Juju gerappt. Sie beschreibt Erinnerungen an Situationen, die gemeinsam mit dem anderen durchlebt wurden, bis zu einem Moment, in dem ein schmerzhafter Absturz verbunden mit der Trennung erfolgte. Aufgrund dieser Trennung wird der andere vermisst. Dies wird auch in der folgenden, zunächst von Juju allein gesungenen Hookline verdeutlicht:

„Wie kann man jemand so krass vermissen
wie ich dich in diesem scheiß Augenblick?
Ich bin grade so krass zerrissen.
Soll ich dir einfach wieder schreiben oder nicht?“

Die beiden letzteren Zeilen handeln von dem ständigen Zwiespalt, dem anderen zu schreiben und somit wieder Kontakt zu ihm aufzunehmen oder dies eben nicht zu tun. Die Hookline wird von Henning May einmal wiederholt. Es folgt die von May übernommene zweite Strophe. Darin geht es um den Versuch, die Erinnerungen an den Partner zu vergessen, die Hoffnung darauf, dass sich dieser wieder melden wird und die Einsicht, dass die Dinge auch dann nicht mehr so sein werden, wie sie einmal waren. Es folgen die zweimal gemeinsam von Juju und May gesungene Hookline sowie das Outro des Lieds.

## Rezeption

### Preise
Im Dezember 2019 wurde Vermissen mit der 1 Live Krone in der Kategorie Beste Single ausgezeichnet. Ferner erhielt Juju die 1 Live Krone in der Kategorie Beste Künstlerin, auch Henning May erhielt als Teil von AnnenMayKantereit in der Kategorie Beste Band eine zweite Krone. Im Februar 2020 gewann Vermissen zudem in der Kategorie Bester Song National bei den Hiphop.de Awards.

### Rezensionen
Nico Potzkai von You FM bezeichnete Vermissen als „das komplette Gegenteil“ von dem, was Juju in ihrer SXTN-Vergangenheit veröffentlicht habe: „Statt harter Beats und Partystimmung kreiert Juju eine düstere Stimmung auf einen schleppenden Beat und ein Gitarrenriff.“ Die Rapperin habe damit gezeigt, dass sie mehr könne als Partysongs mit derber Sprache. Besonders an dem Lied sei das Zusammenspiel mit Henning May, der „den männlichen Gegenpart im Song“ einnehme und „einen mit seiner Reibeisenstimme förmlich in seinen Bann“ ziehe. Es entstünde „eine Art Filmszene im Kopf“. Der Song überrasche mit seinem Tiefgang und mache neugierig auf Jujus erstes Album. Auch Philipp Kressmann von 1 Live schrieb: „Vermissen geht in eine komplett andere Richtung als die vorherigen Stücke von Juju. Nach den harten Zeilen von Bling Bling liefert Juju jetzt einen traurigen Liebessong über eine kaputte Beziehung ab.“ Der Sound sei „melancholisch“, was auch daran liege, dass Juju fast schon singe. Er hielt fest: „Vermissen tut man an Vermissen jedenfalls nix.“

## Kommerzieller Erfolg

### Chartplatzierungen
Vermissen stieg am 10. Mai 2019 auf Platz eins in die Deutschen Singlecharts ein. Nach Melodien in Zusammenarbeit mit Capital Bra war es der zweite Nummer-eins-Hit Jujus in Deutschland. Für May war es der erste Erfolg dieser Art. Das Lied konnte sich für zwei Wochen auf Platz eins sowie insgesamt 59 Wochen in den Charts halten und ist damit eines der Lieder, die am längsten in den deutschen Singlecharts verweilten. In Österreich erreichte Vermissen am 17. Mai 2019 Platz zwei der Singlecharts, in der Schweizer Hitparade kam das Lied am 12. Mai 2019 auf Platz 13.
| ChartsChartplatzierungen | Höchstplatzierung | Wochen |
| ------------------------ | ----------------- | ------ |
| Deutschland (GfK)        | 1 (59 Wo.)        | 59     |
| Österreich (Ö3)          | 2 (40 Wo.)        | 40     |
| Schweiz (IFPI)           | 13 (16 Wo.)       | 16     |

| ChartsJahrescharts (2019) | Platzierung |
| ------------------------- | ----------- |
| Deutschland (GfK)         | 4           |
| Österreich (Ö3)           | 16          |

### Auszeichnungen für Musikverkäufe
Im Juni 2019 wurde Vermissen vom Bundesverband Musikindustrie mit der Goldenen Schallplatte für 200.000 in Deutschland verkaufte Einheiten ausgezeichnet. Im September folgte die Platinauszeichnung, womit in Deutschland die Zahl von 400.000 verkauften Einheiten erreicht wurde. Im Mai 2023 wurde das Lied mit Diamant für über eine Million verkaufte Einheiten ausgezeichnet.
| Land/Region        | Auszeichnungen für Musikverkäufe (Land/Region, Auszeichnung, Verkäufe) | Verkäufe  |
| ------------------ | ---------------------------------------------------------------------- | --------- |
| Deutschland (BVMI) | Diamant                                                                | 1.000.000 |
| Österreich (IFPI)  | 3× Platin                                                              | 90.000    |
| Schweiz (IFPI)     | 3× Platin                                                              | 60.000    |
| Insgesamt          | 6× Platin · 1× Diamant ·                                               | 1.150.000 |

Hauptartikel: Juju (Rapperin)/Diskografie#Auszeichnungen für Musikverkäufe